# 신산초등학교 (경기)
신산초등학교(新山初等學校)는 대한민국 경기도 파주시에 있는 공립 초등학교이다.

## 학교 연혁
- 1926년 4월 7일: 신산공립보통학교 개교
- 1991년 3월 1일: 영장분교장 편입
- 1995년 3월 1일: 영장분교장 통폐합
- 1996년 3월 1일: 신산초등학교로 개칭

## 참고 문헌
- 신산초등학교 - 한국교육학술정보원 학교알리미

## 같이 보기
- 신산초등학교 축구단